# La Jeunesse de Lénine
La Jeunesse de Lénine est un livre de Léon Trotsky publié en 1936 par les éditions Rieder.
Trotsky avait projeté d'écrire une biographie complète de Lénine. Mais il n'eut le temps de rédiger que les quinze premiers chapitres en 1935, avant d'être accaparé par les procès de Moscou à partir de 1936. « Difficile en ce moment de travailler à mon livre sur Lénine : les idées ne veulent absolument pas se concentrer sur 1893 ! », écrit-il dans son Journal d'exil. Ce livre ne fait appel à aucun souvenir personnel de l'auteur car il n'a rencontré Lénine qu'en 1902 alors que l'ouvrage se termine en 1893.
Trotsky écrivit cette œuvre sur Lénine dans le même état d'esprit qu'il venait d'écrire son Histoire de la révolution russe. Il s'agissait pour lui de rétablir la vérité historique contre l'école stalinienne de falsification de l'histoire. Les dirigeants soviétiques, non contents d'avoir embaumé le corps de Lénine, s'efforçaient de forger une légende dorée autour de sa personne qui avait pour résultat de défigurer la vie militante et la pensée de Lénine.
La Jeunesse de Lénine n'est donc pas une production hagiographique de plus sur Lénine mais une tentative de replacer dans son contexte la vie du chef révolutionnaire pour en comprendre la logique politique. À propos des biographes soviétiques de Lénine, Trotsky écrit : « Ces disciples dévoués ne se jouent si facilement des faits et de la logique que parce qu'ils ne sont pas suffisamment contents du maître tel qu'il était. Ils veulent un meilleur Lénine. Ils lui attribuent en sa première jeunesse la puissance intellectuelle qu'il ne put acquérir qu'au prix d'un travail titanesque. Ils lui dispensent par excès de zèle des qualités supplémentaires. Ainsi se créent-ils un autre Lénine, un Lénine parfait. Pour nous, il nous suffit de celui qui exista en réalité. »

## L'enfance et l'adolescence (1870-1887)
Trotsky commence par planter le décor. Vladimir Illitch Oulianov est né en 1870 à Simbirsk, chef-lieu d'une province arriérée des bords de la Volga où un petit milieu de nobles, propriétaires terriens et fonctionnaires du tsar, continuait à dominer une masse de paysans misérables, malgré la récente abolition du servage. La petite-bourgeoisie commerçante n'occupait encore qu'une place bien secondaire dans la société. Son père, un honnête fonctionnaire de l'instruction publique, appartenait à l'intelligentsia. S'il prenait au sérieux les questions d'éducation populaire, il n'avait rien d'un révolutionnaire et il vivait d'ailleurs dans le respect de la religion orthodoxe.
Pourtant, dans les années d'enfance de Lénine, il existait un courant de contestation du tsarisme en Russie. Courant présent essentiellement dans l'intelligentsia et parmi les étudiants. Alexandre II avait aboli le servage mais refusait d'aller plus loin, en particulier d'accorder une Constitution libérale. C'est pourquoi les plus radicaux des jeunes contestataires formèrent une organisation populiste, la Narodnaïa Volia, qui se tourna vers le terrorisme pour abattre le tsarisme. Elle réussit à assassiner Alexandre II en 1881. Mais loin de déclencher une révolution, cet événement servit de prétexte au nouveau tsar, Alexandre III, pour mener une politique de répression et de réaction dans tous les domaines.
En 1886, le père de Lénine mourut. Quelques mois plus tard, son frère aîné, Alexandre Oulianov, jeune étudiant qui ne s'était jamais fait remarquer par ses opinions politiques, fut impliqué dans un complot visant à assassiner le tsar. Il fut condamné à mort et pendu en 1887. Ce fut un choc pour le jeune Vladimir et c'est à partir de là seulement qu'il commença à se poser des problèmes politiques. Jusqu'à présent, il s'était montré un excellent élève au gymnase de Simbirsk qui ne posait pas de problème de discipline.
Voici d'ailleurs l'appréciation officielle portée sur le futur Lénine par le directeur Kérensky (le père du futur chef du gouvernement provisoire Alexandre Kérensky) à sa sortie du gymnase : « Très doué, constamment appliqué et soigneux, Oulianov a toujours été à la tête de sa classe et, à la fin de ses études, a été récompensé par la médaille d'or, s'en étant montré le plus digne par ses succès, son développement et sa conduite. Ni au gymnase, ni à l'extérieur, on n'a jamais signalé un seul cas où Oulianov, soit par la parole, soit par un geste, aurait suscité un jugement défavorable de la part des chefs et des professeurs du gymnase. L'instruction et le développement moral d'Oulianov ont toujours été attentivement suivis par les parents et, à partir de 1886, après la mort du père, par la mère toute seule, qui consacra tous ses soins et toute son attention à l'éducation des enfants. Cette éducation était fondée sur la religion et sur une discipline raisonnable. »

## Un jeune homme qui cherche sa voie (1887-1893)
À l'automne 1887, Vladimir s'inscrivit en droit à l'université de Kazan. Frère d'un condamné politique, il était surveillé de près par la police. Ayant participé, sans y jouer un rôle moteur, à une assemblée étudiante qui contestait le régime de l'université, il fut exclu au bout de quatre mois et assigné à résidence à la campagne chez son grand-père maternel. Appartenant à la catégorie des « étudiants exclus pour des raisons d'hygiène politique », le futur Lénine voyait son avenir compromis. Il passa une année à lire et à se cultiver pendant que sa mère essayait en vain de le faire réintégrer à l'université. Il obtint l'autorisation de revenir en ville, à Kazan, au bout d'un an.
Trotsky s'efforce de reconstituer le cheminement intellectuel du jeune Vladimir Oulianov dans ces années-là. Mais s'il est facile de reconstituer ses moindres déplacements, grâce aux archives de la police, il est plus difficile de savoir ce qu'il lisait et ce qu'il en pensait. Trotsky qui, dans son autobiographie, Ma vie (1930), avait pu réfléchir à sa propre évolution idéologique, se demande « comment, étant encore étranger à la politique, ayant à peine rompu avec l'Église orthodoxe, le lycéen de Simbirsk qui, sans souci, s'enivrait de Tourguéniev, devint dans une province perdue de la Volga un marxiste parfait, un révolutionnaire inflexible, le dirigeant de demain. »
Le futur Lénine commença à fréquenter des cercles clandestins à Kazan puis à Samara où il déménagea. Il s'agissait de regroupements d'étudiants autour de quelques déportés politiques dont l'activité consistait principalement à lire des livres interdits. C'est là qu'il put étudier Le Capital de Karl Marx dont les exemplaires circulaient au compte-gouttes en Russie et étaient l'objet d'un intérêt passionné de la part des milieux contestataires. Les populistes s'y référaient autant que les premiers marxistes proprement dits. Les divergences commençaient seulement à apparaître entre les partisans du terrorisme dans la lignée de la Narodnaïa Volia et ceux qui voyaient l'avenir dans la lutte de classe du prolétariat urbain.
En 1890, Vladimir obtint l'autorisation de passer les examens du diplôme en droit de l'université de Saint-Pétersbourg sans pouvoir cependant assister aux cours. Faisant preuve d'une puissance de travail réellement peu commune, il étudia seul, en quelques mois, à Samara, le programme de quatre années de droit. « Pour l'instant, ni le marxisme, ni la révolution n'étaient au premier plan. Il fallait arracher le diplôme des mains de l'université impériale. Il fallait se préparer à un formidable rabâchage des cours. » À l'automne 1891, Vladimir non seulement obtenait son diplôme de droit mais finissait premier sur cent trente-quatre ! Trotsky ne cache pas son admiration devant cette « acrobatie intellectuelle ».
En 1892, Vladimir put s'inscrire au barreau de Samara pour exercer la profession d'avocat. « En qualité de défenseur, il n'intervint au total que dans dix affaires criminelles ; dans sept sur désignation d'office, dans trois sur demande des prévenus. Rien que de petites causes de petites gens, des causes désespérées, et il les perdit toutes. »
Mais qu'importait ! Entre-temps, le jeune Lénine avait achevé de clarifier ses idées politiques. Il était devenu marxiste et social-démocrate et avait décidé de consacrer sa vie à la lutte pour le socialisme. C'est dans ce but qu'il quitta Samara en 1893. En plus du Capital de Marx et de l'Anti-Dühring d'Engels, Lénine avait pu se procurer les publications du fondateur du groupe marxiste russe Libération du Travail, Georges Plékhanov, qui vivait en exil en Suisse. C'est alors seulement, après avoir sérieusement étudié la question, que Vladimir Oulianov se lança de toutes ses forces dans la bataille politique.
Cette période de maturation peut sembler longue et c'est pourquoi certains biographes soviétiques ont voulu la raccourcir au maximum. Mais la citation suivante qui s'applique à Lénine mais qui résume aussi l'opinion de Trotsky permettra en partie de comprendre le temps passé à étudier avant d'agir : « Dans le domaine de la technologie ou de la médecine, la routine, le dilettantisme et les sortilèges sont à juste titre méprisés. Dans le domaine de la sociologie, ils se présentent à tout instant comme les manifestations de la liberté de l'esprit scientifique. Celui pour qui la théorie n'est qu'un amusement de l'esprit, celui-là passe facilement d'une révélation à une autre, ou bien, plus souvent encore, se satisfait d'une miette de chaque révélation. Infiniment plus exigeant, plus sévère et plus équilibré est celui pour qui la théorie sert à diriger l'action. Un sceptique de salon peut impunément railler la médecine. Le chirurgien ne peut vivre dans l'atmosphère des incertitudes scientifiques. Plus le révolutionnaire a besoin de s'appuyer pour agir sur la théorie, plus il est intransigeant dans sa sauvegarde. Vladimir Oulianov méprisait le dilettantisme et haïssait les rebouteux. Dans le marxisme, il appréciait par-dessus tout l'autorité disciplinée de la méthode. »